# Landengte van Kra

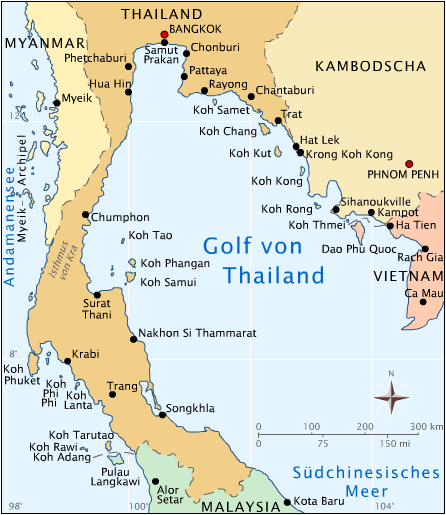
de locatie van de Landengte van Kra (Isthmus von Kra)

De Landengte van Kra verbindt het schiereiland Malakka met het vasteland van Azië. Het oostelijk deel behoort aan Thailand, het westelijk deel aan de divisie Tanintharyi van Myanmar. Aan de westkust van de landengte ligt de Andamanse Zee, aan de oostkust de Golf van Thailand. Op zijn smalste punt is de landengte slechts 44 kilometer breed.
De Landengte van Kra is vernoemd naar de plaats Kraburi in de provincie Ranong van Thailand. Deze plaats ligt aan de westkust van het smalste deel. Aan de oostkust van het smalste deel ligt de stad Chumphon in de provincie Chumphon.
Vanwege de ligging van het schiereiland Malakka worden de scheepvaartroutes om Azië aanzienlijk langer. Hierom werd al in 1677 voorgesteld om een kanaal door de Landengte van Kra te graven. Het idee wordt van tijd tot tijd door Thaise politici van stal gehaald, maar ook in China bestaat interesse voor het plan. Ook de Thai Rak Thai-regering onder minister-president Thaksin Shinawatra, die van 2001 tot 2006 aan de macht was, bestudeerde opnieuw dit idee.
Recente plannen focussen niet meer op de smalste landengte, maar voorzien een meer zuidelijke doorsteek, met een kanaal van 102 km lengte, 400 m breedte en 25 m diepte.  Zo'n kanaal zou populaire scheepvaartroutes die nu de Straat Malakka volgen met 1.200 km inkorten. Voor een kanaal dat schepen dieper dan Malaccamax zou toelaten, met bv. 50 m diepte, stijgen de bouwkosten omdat ook in de aangrenzende kustzones over een lengte van 400 km verdiepingswerken zouden uitgevoerd moeten worden.